# Pseudolysimachion longifolium
Pseudolysimachion longifolium là một loài thực vật có hoa trong họ Mã đề. Loài này được (L.) Opiz miêu tả khoa học đầu tiên năm 1852.